# Erik den Hellige
Erik Jedvardsson den Hellige eller Sankt Erik (født ca. 1120, død 18. maj 1160 i Uppsala) var ifølge kilder fra 1200-tallet konge i Sverige 1150-1160, men han styrede formentlig kun dele af Sverige.

## Usikre kilder
Erik stammede muligvis fra Västergötland, og om faderen, Jedvard eller Edvard, ved man intet, og navnet Jedvardsson er kun indirekte bekræftet i en samtidig kilde, ved at hans bror nævnes som Joar Jedvardsson. Det er på et meget løst grundlag også blevet hævdet, at faderen kunne have været engelsk, men det bygger antagelig på, at fornavnet var relativt usædvanligt i Sverige i 1100-tallet.
Erik var fra 1150 rival til kong Sverker Karlsson den Ældre, som besteg tronen ca. 1130 og blev myrdet i 1156. Efter hans død blev Erik anerkendt ved de fleste eller alle de svenske ting. Eriks styre endte, da han blev myrdet i Uppsala i 1160.

## Ekspedition til Finland
Omkring 1155 blev det sagt, at kong Erik gjorde en ekspedition til det sydvestlige Finland med den engelskfødte præst Henry, som senere blev finsk helgen under navnet Den hellige Biskop Henrik. Den lille og sandsynligvis resultatløse ekspedition er senere blevet kaldt for et korstog og som begyndelsen på det svenske herredømme over Finland skønt historisk forskning har  bevist, at der ikke eksisterede nogen form for permanent svensk herredømme eller administration i Finland på den tid.

## Familie
For at styrke sin position som konge giftede Erik sig med Kristina Bjørnsdatter, en dansk adelskvinde og slægtning af kong Inge Stenkilsson den Ældre. Kristinas far var den danske kongesøn Bjørn Haraldsen Jernside, og hendes mor var Katarina Ingesdatter, yngste datter af kong Inge.
Børn:
- Knut Eriksson af Sverige, konge af Sverige 1167-1196.
- Filip.
- Katarina Eriksdatter, gift med Nils Blaka.
- Margareta Eriksdatter, gift med Sverre Sigurdsson af Norge.

## Mordet på kong Erik
Kongen døde den 18. maj 1160. Han blev myrdet i Uppsala efter sigende af Emund Ulvbane, som var lejet af dem, som arbejdede for, at Sverkerslægten igen skulle få kontrol over kongedømmet. En anden teori er, at det var Magnus Henriksson, som stod bag. Han krævede tronen, og nogen påstår, at han kortvarigt fulgte Erik som konge.

## Helgenerklæret
Ifølge legenden sprang en kilde mirakuløst op på det sted, hvor han blev dræbt. Siden 1500-tallet blev Sankt Eriks kilde udpeget på domkirkens nordside mellem kirken og Fyrisåen, og den er markeret med en stor støbejernspumpe. Middelalderens Sankt Erikskilde synes dog at have været den nuværende Slotskælderen 500 m syd for domkirken. Der stod frem til 1700-tallet et Sankt Eriks kapel på stedet.
Erik blev begravet i Gamle Uppsala kirke. Lanceringen af ham som helgen skete under sønnen Knut Erikssons regeringstid 1167-1196. Relikvieskrinet blev i 1273 ført fra domkirken i Gamla Uppsala til domkirkebyggeriet i Östra Aros, den nuværende domkirke. 18. maj hvert eneste år føres skrinet i procession mellem den nye og den gamle domkirke.
Kong Erik fik aldrig nogen officiel helgenstatus af Den hellige stol, men af en række dokumenter det ældste fra 1256 fremgår det, at Rom kendte til helgenkulten og støttede den med løfter om aflad. En mængde mirakelberetninger, som blev nedtegnet i slutningen af 1200-tallet, er bevaret.
Erik havde en nationalistisk kirkepolitik. Sverige ærede ham som nationalhelgen, men Pave Alexander 3. forbød hans kult i 1172, mens hans søn Knut Eriksson stredes med både den svenske kirke og Rom. Det var meget betydningsfuldt at have en helgen i familien. Paven på sin side opfattede kong Erik som en drukkenbolt, som døde efter et slagsmål med andre drukkenbolte.

## Eftermæle
Sankt Erik er afbildet på Stockholms byvåben og er byens skytshelgen. Han findes også afbildet på Stockholms Patentbureaus logo, hvor han til alle opfinderes ære betragtes som «Sankt Idérik». I juni 2002 blev Sankt Erik udpeget til månedens stockholmer.